# Achim Schelhas
Achim Schelhas (* 16. März 1977 in Prien am Chiemsee) ist ein deutscher Schauspieler.

## Leben
Schelhas begann seine Karriere bei der Freien Theaterklasse in München und dem Gostener Hoftheater in Nürnberg. Anschließend absolvierte er eine Ausbildung an der Hochschule für Schauspielkunst „Ernst Busch“ Berlin. Sein erstes Engagement erhielt er 2003 am Deutschen Theater Berlin.
Mittlerweile spielt Achim Schelhas überwiegend in Fernsehproduktionen. Im deutschsprachigen Raum wurde er 2006 als Paul Plattner in der österreichischen Serie Der Winzerkönig bekannt.

## Filmografie (Auswahl)
- 2002: Schwabenkinder (Regie Jo Baier)
- 2002: Ich gehöre dir
- 2002: In Liebe vereint
- 2004: Crazy Canucks
- 2005: Der Winzerkönig

## Auszeichnungen
- Für seine Rolle als Salomon „Sali“ Manz in Ich gehöre dir wurde Schelhas 2004 mit dem Undine Award als bester jugendlicher Schauspieler in einem Fernsehfilm ausgezeichnet